# Stephen Bechtel Jr.

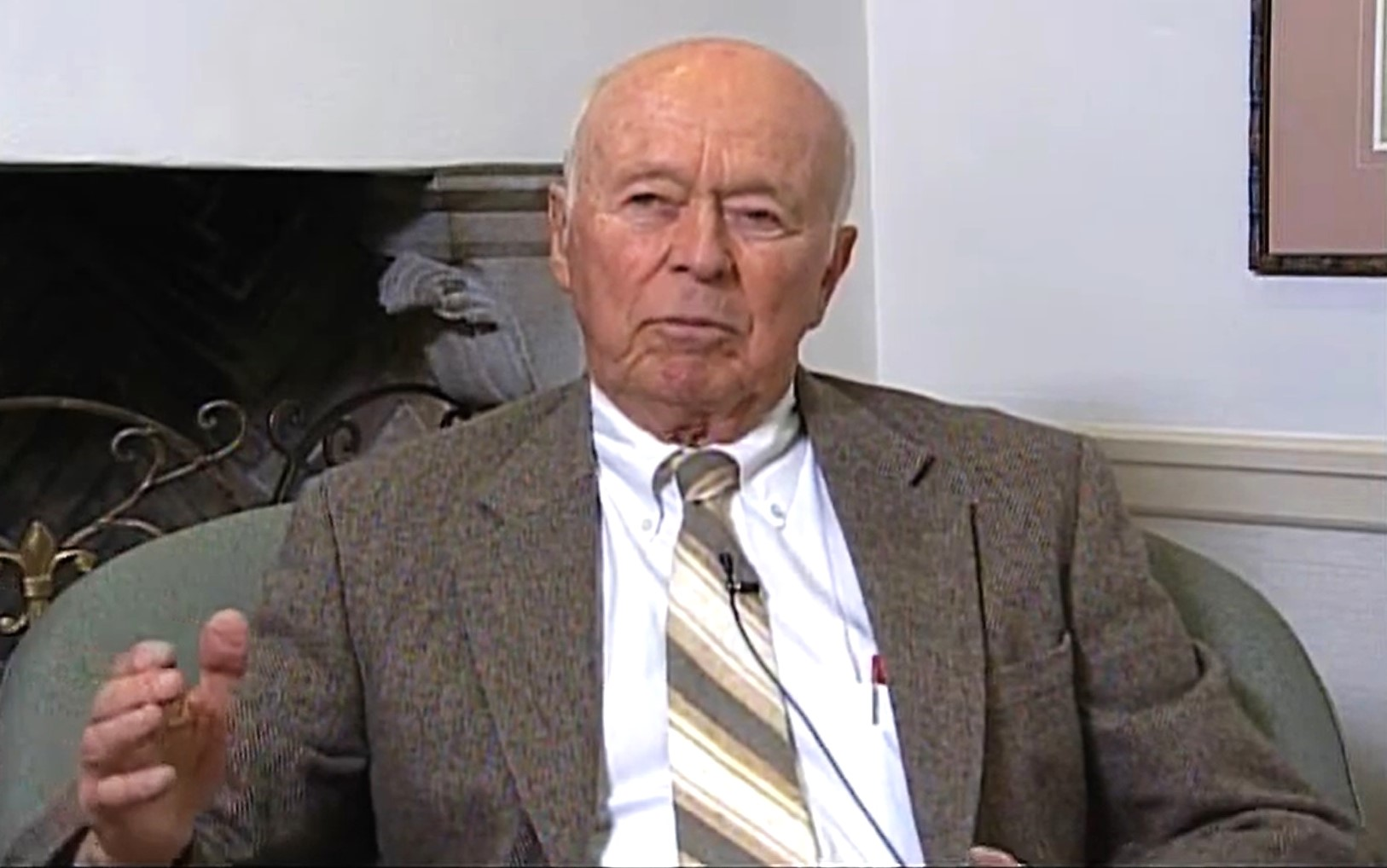
Stephen Bechtel Jr. (2010)

Stephen Davison Bechtel Jr. (* 10. Mai 1925 in Oakland; † 15. März 2021 in San Francisco) war ein US-amerikanischer Unternehmer, Bauingenieur und Miteigentümer der Bechtel Corporation. Er war der Sohn von Stephen Davison Bechtel Sr. und Enkel von Warren A. Bechtel, der die Bechtel Corporation gegründet hatte. In seiner Zeit als Geschäftsführer des Familienbetriebs expandierte dieser global und verwirklichte zahlreiche große Bauprojekte.

## Biografie
Bechtel war der Sohn von Laura A. Peart und Stephen Bechtel Sr. Er war Pfadfinder und wurde 1940 zum Eagle Scout. Während seiner Highschool-Zeit meldete er sich bei der Reserve des Marine Corps und studierte danach an der University of Colorado Ingenieurwissenschaften. 1946 schloss er sein Studium an der Purdue University mit einem Bachelor of Science in Bauingenieurwesen ab, wo er Mitglied der Fraternity Beta Theta Pi wurde. 1948 erwarb er seinen Master of Business Administration an der Stanford Graduate School of Business.

### Karriere
Bechtel trat 1948 in das Familienunternehmen ein und 1960 trat er die Nachfolge seines Vaters Stephen Bechtel Sr. als Präsident der Bechtel Corporation an. 1969 wurde er außerdem Vorsitzender. Während seiner Amtszeit erweiterte das Unternehmen, das zuvor für seine Arbeiten am Hoover-Damm und am Bay Area Rapid Transit bekannt war, seine globale Präsenz durch den Bau des Eurotunnel zwischen Frankreich und dem Vereinigten Königreich, des King Khalid International Airport in Riad und der Jubail Industrial City in Saudi-Arabien. Das letztgenannte Projekt gilt als eines der größten Tiefbauprojekte der Gegenwart. Bechtel war auch am Bau von Ölplattformen in der Nordsee sowie Flüssigerdgasanlagen in Algerien, Indonesien und den Vereinigten Arabischen Emiraten beteiligt.
Während seiner drei Jahrzehnte wuchs der Umsatz des Unternehmens um das 11-fache, und das Unternehmen wechselte von einer Mehrheitsbeteiligung der Familie zu einem Modell, bei dem die Mehrheit der Anteile von Managern außerhalb der Familie gehalten wurde. Nach einer Krise in den 1980er Jahren, die durch verminderte Ölpreise und damit wenig Infrastrukturausgaben im Nahen Osten ausgelöst wurde, musste er jedoch harte Sparmaßnahmen durchführen. Er zog sich 1986 von seiner Position als Chairman bei Bechtel zurück. Nach seinem Ausscheiden aus der Bechtel Corporation leitete er das Immobilienunternehmen Fremont Group, das auch ein früher Investor der Starbucks Corporation war. Er war auch im Vorstand von General Motors, Southern Pacific Transportation und IBM tätig.

### Politik
Bechtel Jr. baute gute Kontakte zur Politik auf, besonders zu den Republikanern. Lyndon B. Johnson ernannte Bechtel zum Mitglied des President's Committee on Urban Housing, Richard Nixon berief ihn in den National Industrial Pollution Control Council, die National Commission on Productivity, den Labor Management Advisory Committee und die National Commission for Industrial Peace. Gerald Ford bat Bechtel, im President's Labor-Management Committee mitzuarbeiten. Im Jahr 1991 verlieh Präsident George H.W. Bush ihm die höchste Auszeichnung der Nation für technologische Leistungen, die National Medal of Technology and Innovation. Außerdem war er in beratender Funktion an der Hoover Institution tätig.

### Philanthropie
Er gründete zwei wohltätige Stiftungen, die S.D. Bechtel, Jr. Foundation und den Stephen Bechtel Fund. Er spendete u. a. für Bildung, Museen, die amerikanischen Pfadfinder und die Renovierung des Presidio in San Francisco. Bechtel leistete auch einen Beitrag zu vielen Umwelt- und Naturschutzprojekten.

### Privatleben
Bechtel Jr. heiratete Elizabeth „Betty“ Mead Hogan, eine Berkeley-Absolventin. Beide hatten fünf gemeinsame Kinder, zwei Söhne und drei Töchter. Ein Sohn, Riley Bechtel, wurde sein Nachfolger als Vorstandsvorsitzender der Bechtel Corporation. Er war ein Naturliebhaber und Wanderer und bestieg den Mount Everest.
Bechtel starb am 15. März 2021 in seinem Haus in San Francisco, Kalifornien. Er wurde 95 Jahre alt. Zum Zeitpunkt seines Todes hatte er laut Forbes ein Nettovermögen von knapp zwei Milliarden US-Dollar.